# Chevrolet LUV

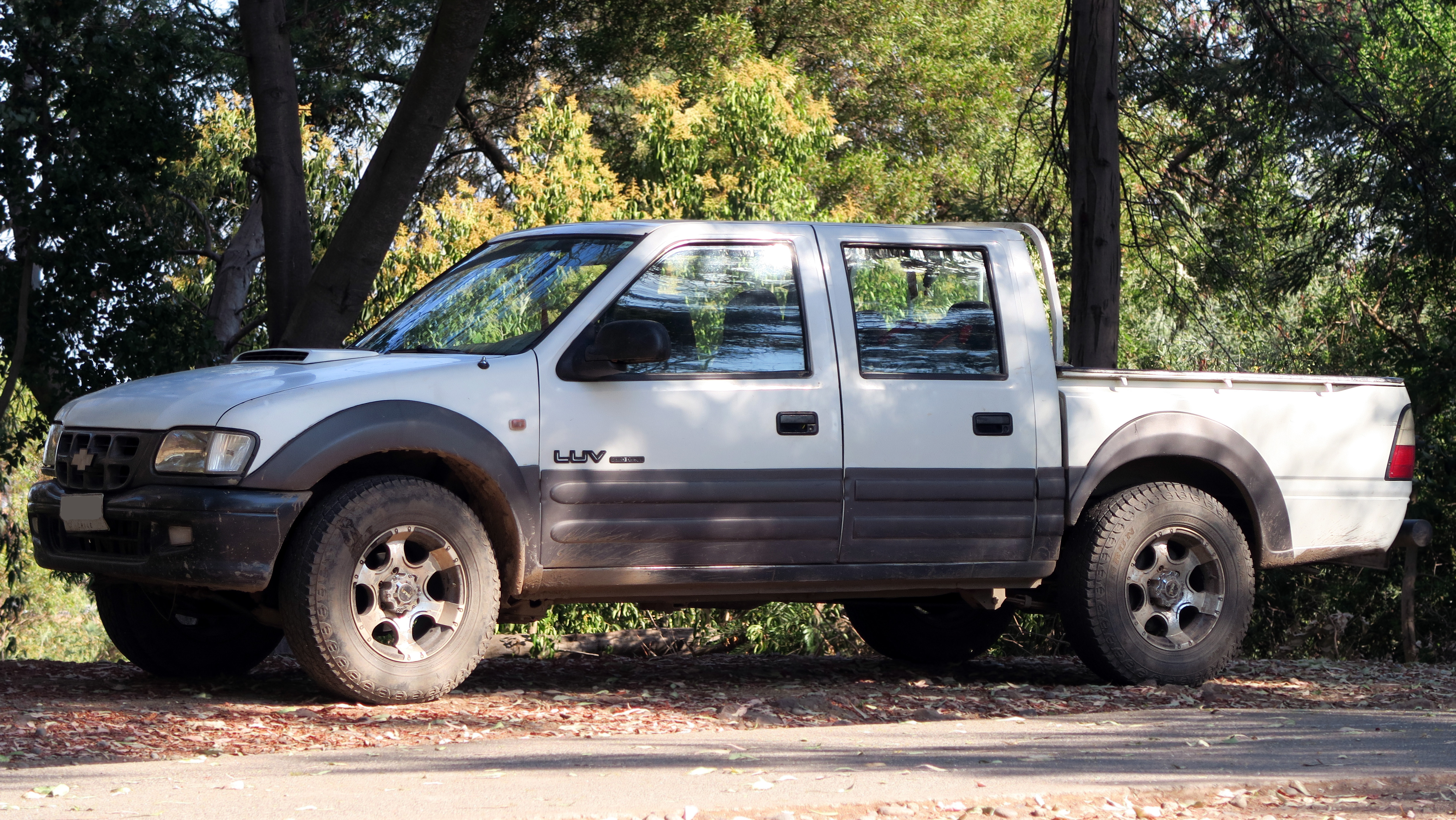

El Chevrolet LUV y el posterior Chevrolet LUV D-Max son camionetas tipo pickup medianas diseñadas y fabricadas por Isuzu y comercializadas en las Américas desde 1972 por Chevrolet durante cuatro generaciones como variantes de los Isuzu Faster y D-Max. La LUV fue diseñada para competir contra las pickups medianas, como la Toyota Hilux, Nissan Frontier, Ford Ranger, Mitsubishi L200 y Mazda Serie B.
LUV es un acrónimo en inglés de Light Utilitary Vehicle, «vehículo utilitario ligero»)
La LUV fue reemplazada en 1982 por la Chevrolet S-10 en el mercado estadounidense. En Chile, Colombia y Ecuador la LUV es fabricada y exportada a varios países de centro y Suramérica bajo las marcas Isuzu y Chevrolet. En el año 2004, la LUV fue retirada del mercado y la reemplazó la camioneta de procedencia Japonesa Isuzu D-Max, renombrada como Luv D-Max por razones de continuidad y aprovechando la gran reputación de la camioneta, existe la luv conocida por su forma mayormente nombrada cara de gato diseñada del 1998 a 2005 mayormente muy apetecida en Colombia

## Primera Generación

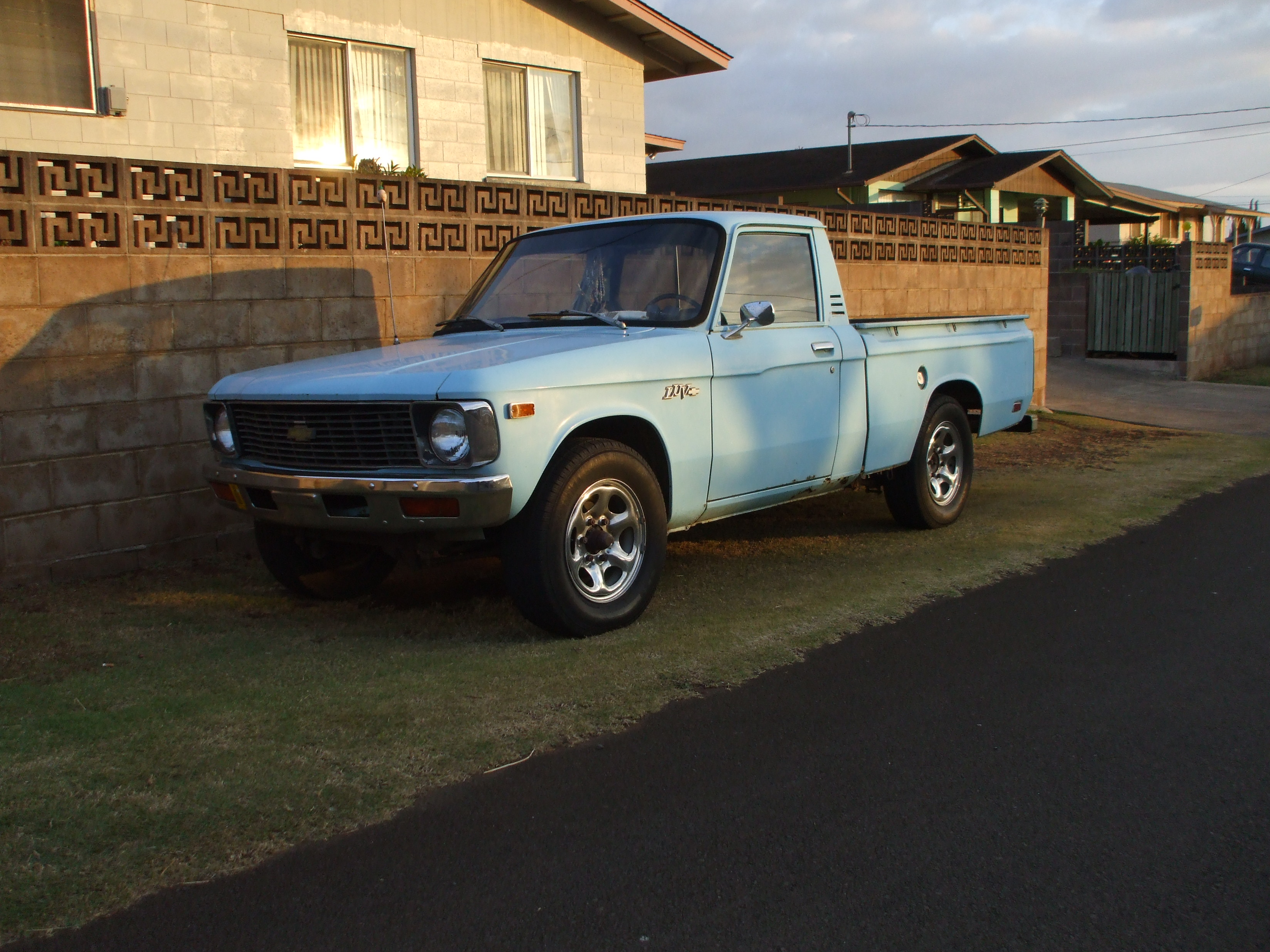
Chevrolet LUV primera generación

### 1972-1982
Fabricada en Japón y enviadas a los Estados Unidos desde 1972 hasta aproximadamente 1982 con un motor 1.8 litros (Motor Isuzu G180Z) y a América Latina con un motor 1.6 litros (Motor Isuzu G161Z) con caja de cambios de 4 velocidades. Modelo procedente del sedán Isuzu Florián Japón. En Chile se comercializó desde 1975 para después extenderse por toda la geografía latinoamericana – y se comenzó a ensamblar en dicho país desde 1978 – en este mercado además de la versión bencinera se comercializó una versión diésel (Motor Isuzu C190) japonesa.
En Estados Unidos es remplazada en 1982 por la Chevrolet S-10 de fabricación nacional.

## Segunda Generación

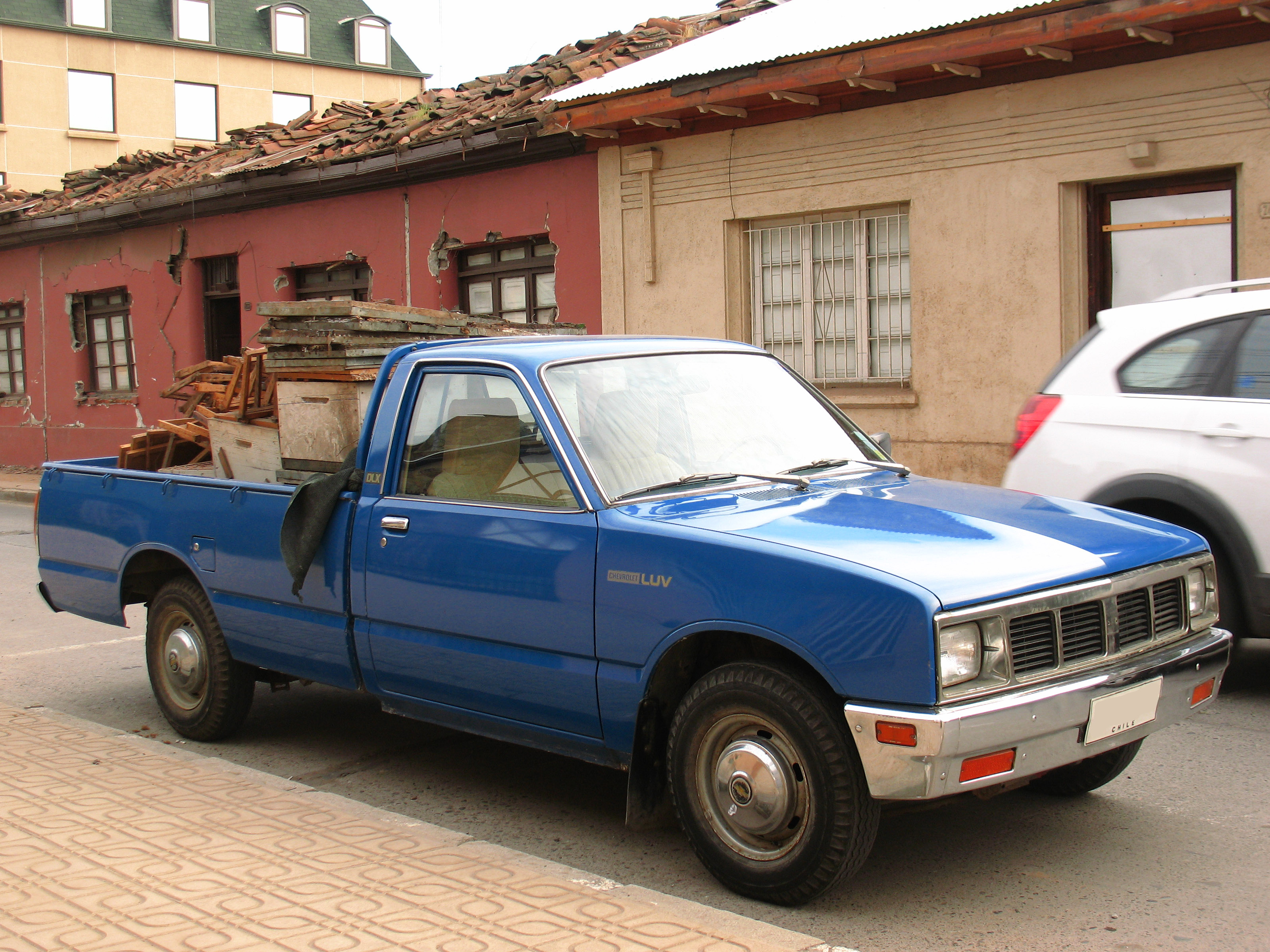
Chevrolet LUV 1600 DLX (1980-1988)

### 1980-1988
La segunda generación, lanzada en 1980 como modelo 1981, fue basada en la segunda generación de la Isuzu KB y producida por Isuzu en Japón para América del Norte y se comenzó a ensamblar en Chile en su planta automotriz Chevrolet de Arica desde junio de 1980 para ser exportada a otros países sudamericanos, particularmente Argentina, Colombia, Perú, Ecuador y Bolivia.
Este modelo de camioneta tenía motor 1.6 litros (El mismo G161Z de la generación anterior) y algunos modelos desde 1983 hasta 1988 venían con motores de 2.0 litros (Isuzu G200Z). Además a partir de 1986 venía con caja de 5 velocidades.

## Tercera Generación

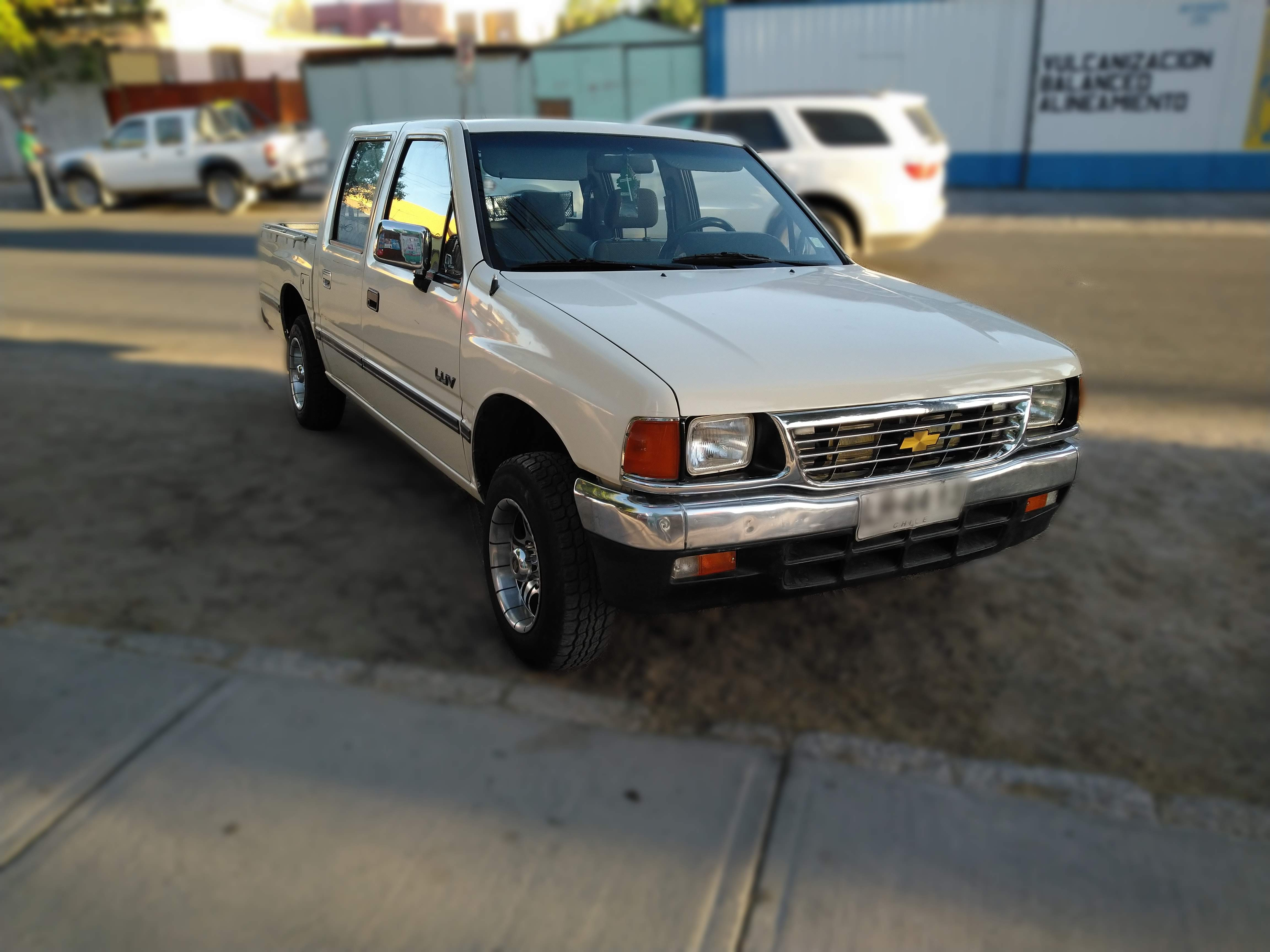
Chevrolet LUV tercera generación (1989-1997)

### 1989-1997
La tercera generación de la LUV fue basada en la primera generación de la Isuzu TF y se ensambló en las plantas Chevrolet de Arica, Chile, GM OBB en Ecuador y también en Colombia por GM Colmotores. Es una camioneta «Heavy Duty», capaz de soportar cargas extremas de 700 a 900 kg en su pickup.
El modelo LUV en Chile se presentaba en 2 motorizaciones; 1.6 litros (Motor Isuzu 4ZA1) y 2.3 litros (Motor Isuzu 4ZD1) y en versiones de una cabina, cabina doble y equipo completo, con aire acondicionado, llantas de aleación, espejos y vidrios eléctricos y cierre centralizado.
Este modelo se mantuvo vigente hasta el año 1998, con cambios en la trompa delantera, el parachoques, los faros y la carrocería.
A partir de 1994, la LUV se comercializó con motores catalíticos MPFI (Multi-Point Fuel Injection) (Inyección multipunto), lo cual contribuía en un ahorro de combustibles y en una menor emisión de gases.

#### Motores
| Cilindrada | Modelo | Número de cilindros | Árbol de levas | Alimentación                                                           | Potencia                      | Par                 | Compresión | Notas                   |
| ---------- | ------ | ------------------- | -------------- | ---------------------------------------------------------------------- | ----------------------------- | ------------------- | ---------- | ----------------------- |
| 1584 (1.6) | 4ZA1   | 4L                  | SOHC           | Carburador                                                             | 82 CV (60Kw) @ 5.000 rpm.     | 120 Nm a 3.000 rpm. | 8.5        | Solo dirección mecánica |
| 2254 (2.3) | 4ZD1   | 4L                  | SOHC           | Carburador Stromberg, con gestión electrónica y convertidor catalítico | 110 CV (80,905 kW) @ 4600 rpm | 184 Nm @ 3000 rpm   | 8:1        | Modelos DL              |
| 2254 (2.3) | 4ZD1   | 4L                  | SOHC           | Inyección electrónica multipunto y convertidor catalítico              | 100 CV (74 kW) @ 4600 rpm     | 177 Nm @ 2600 rpm   | 8.7:1      | Modelos DLX             |

### 1998-2000

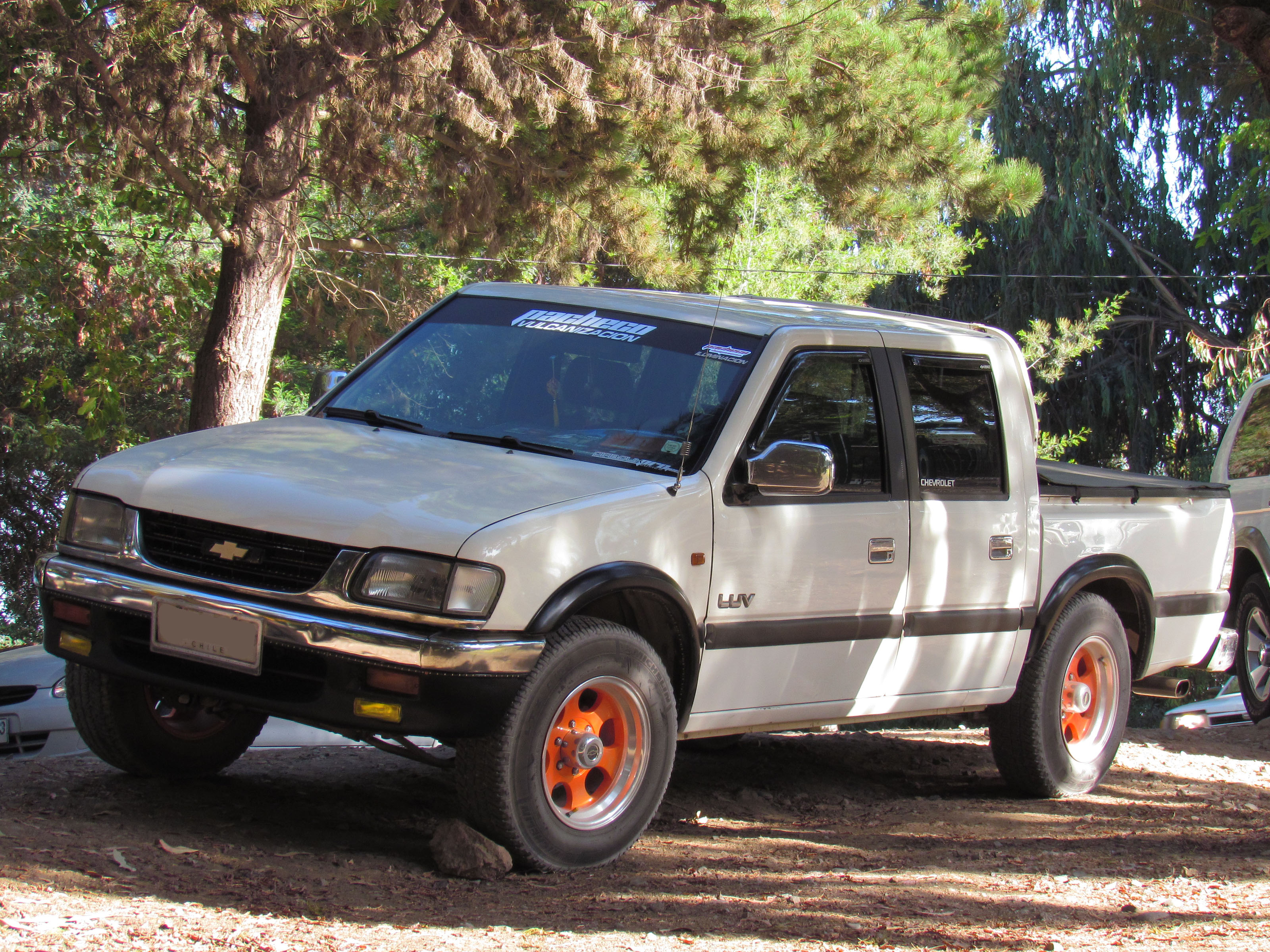
Chevrolet LUV tercera generación (1997-2004)

Cuatro modelos de la LUV, manufacturadas en la plantas de General Motors en Colombia, Chile y Ecuador.
La LUV recibió un rediseño (más redondeado) en el frente, caja de carga e interior no obstante los vidrios, paneles de las puertas y el techo siguen siendo los mismos. El motor estándar es de 2.2 L (gasolina) (GM C22NE). También incluye motores de 3.2 V6 con DOHC (Isuzu 6VD1W) en gasolina y en diésel motores 2.5 TDi (Isuzu 4JA1TC) y 2.8 TD (Isuzu 4JB1T)
La LUV tuvo opciones básicas, semi-completo y equipo-completo, con aire acondicionado, cierre centralizado y vidrios eléctricos. Las versiones de LUV que le siguen tienen la carrocería casi idéntica a esta manteniéndose casi intacta hasta el año 2004.
De la fábrica de Chile se exportó a Bolivia (chasis, cabina sencilla, doble cabina 4x2 y doble cabina 4x4, en gasolina y diésel) varios acabados, Venezuela (Cabina sencilla 4x2, doble cabina 4x2 LS y doble cabina DLX 4x4. Todas las versiones a gasolina 2300cc carburado) y México (Solo chasis 4x2, cabina sencilla y doble cabina Gasolina MPFI)

### 1999-2004
Varios modelos de la LUV fueron introducidos entre 1999 y 2004. La Chevrolet Millenium y Millenium II, con la pequeña diferencia que tiene una franja de color que contrasta con su color base, también cambian las butacas en un aspecto muy leve y tiene en todas sus versiones espejos eléctricos delanteros y en algunas versiones, eléctricos traseros. Otro modelo de la gama alta fue la LUV X-treme con motor V6 a gasolina, llantas de aleación y barras estabilizadoras, ese modelo estuvo disponible en Chile y fue exportado a Bolivia.
Otra versión exclusiva fabricada en Chile fue la Chevrolet Grand LUV Wagon con tracción en las cuatro ruedas. Era una versión cerrada de la LUV Doble Cabina, derivada de la Isuzu Grand Adventure, fabricada por Thai Rung Union Car, modelo originario de Tailandia (no confundir con el modelo Isuzu/Chevrolet Rodeo). Tenía una tercera fila de pasajeros y rueda de refacción en la parte trasera. La versión 4x2 era la LUV Wagon, que equipaba el motor Isuzu C22NE (L4,2.2), mientras que la versión 4WD se denominó Grand LUV, equipada con el motor V6 6VD1 de Isuzu (3.2). En México Chevrolet la comercializó desde 1997 hasta el 2006. Este fue el último modelo en ese país.

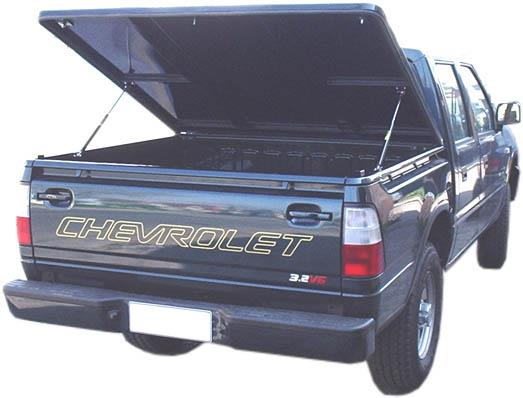
LUV Millenium I 4x4
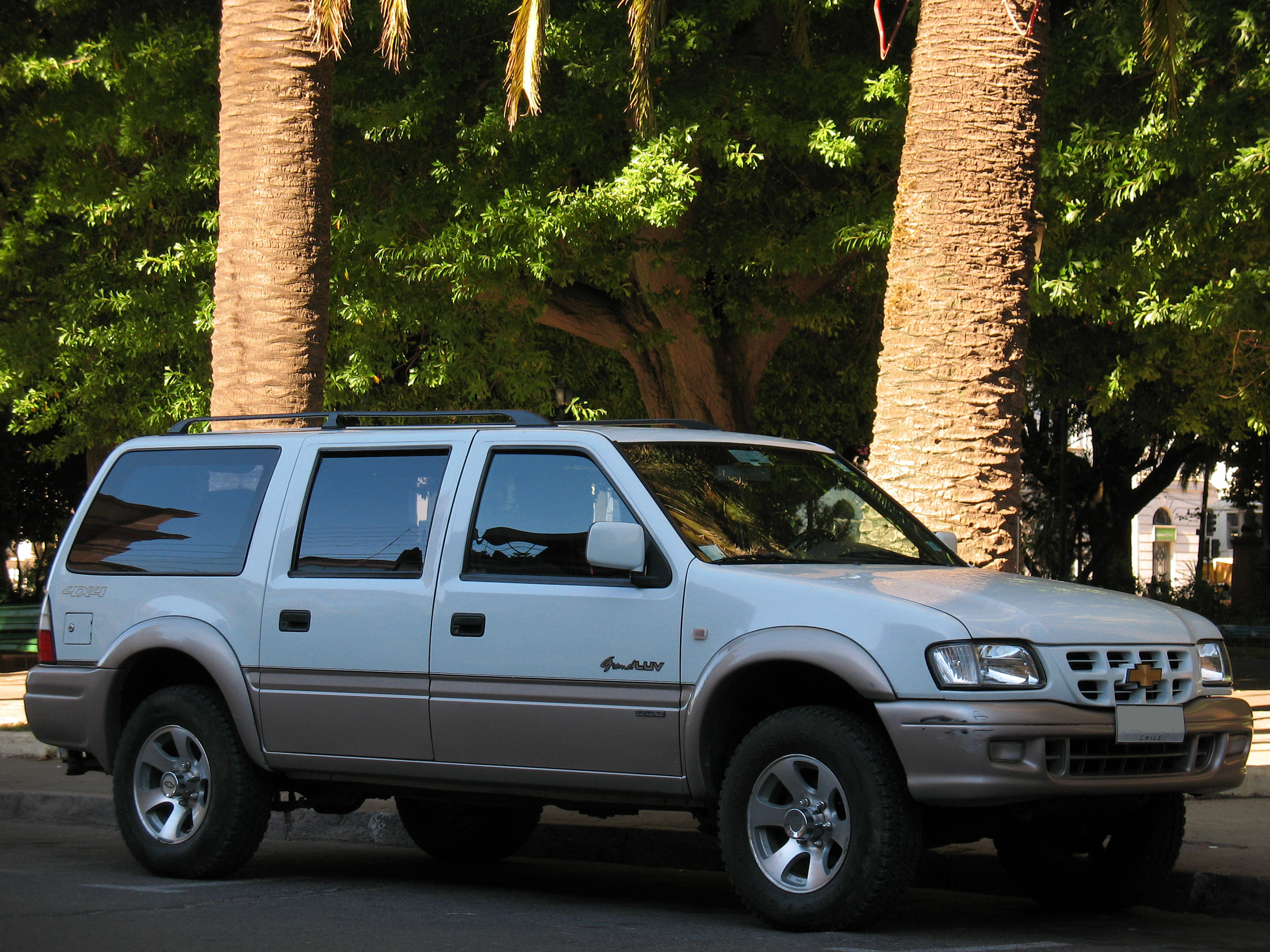
Chevrolet LUV Grand Wagon (concepto similar al Chevrolet Suburban) en Chile
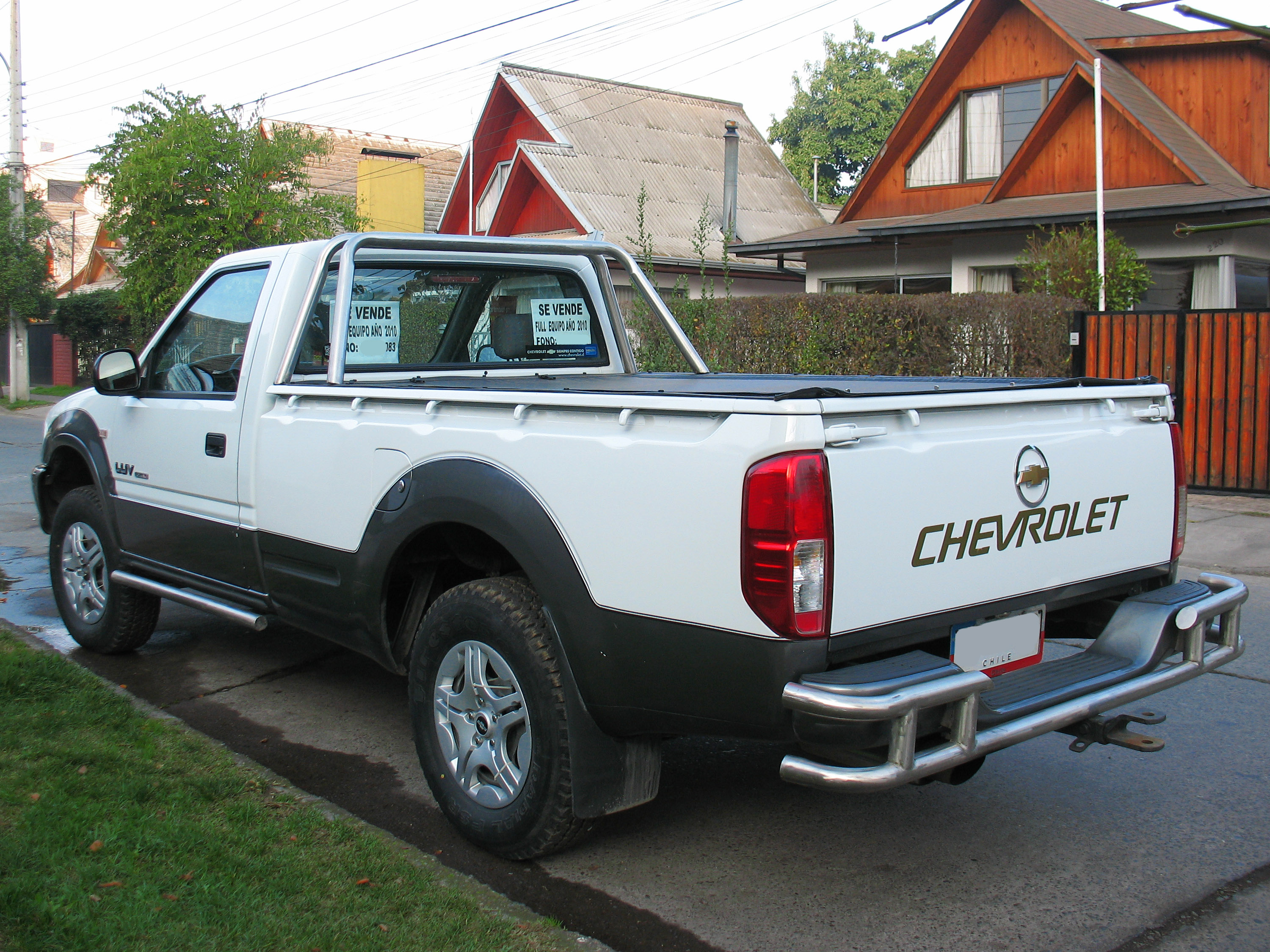
Chevrolet LUV V6 (Con pick up de una Nissan Navara)

#### Motores
| Combustible | Cilindrada | Modelo  | Número de cilindros | Árbol de levas | Alimentación                                              | Potencia                   | Par               | Compresión | Notas |
| ----------- | ---------- | ------- | ------------------- | -------------- | --------------------------------------------------------- | -------------------------- | ----------------- | ---------- | ----- |
| Gasolina    | 2198 (2.2) | C22NE   | 4L                  | SOHC           | Inyección electrónica multipunto y convertidor catalítico | 111 HP (83 kW) @ 5000 rpm  | 170 Nm @ 3800 rpm |            |       |
| Gasolina    | 3165 (3.2) | 6VD1W   | V6                  | DOHC           | Inyección electrónica multipunto y convertidor catalítico | 190 HP (142 kW) @ 5400 rpm | 265 Nm @ 4200 rpm |            |       |
| Diésel      | 2499 (2.5) | 4JA1-T  | 4L                  | OHV            | Turbo, inyección directa                                  | 80 HP 59 (kW) @ 3800 rpm   | 170 Nm @ 1800 rpm | 18.5 : 1   |       |
| Diésel      | 2771 (2.8) | 4JB1-T1 | 4L                  | OHV            | Turbo, inyección directa                                  | 110 HP 82 (kW) @ 3700 rpm  | 226 Nm @ 2300 rpm | 18.2 : 1   |       |

## Cuarta generación
La Chevrolet LUV D-Max, que representa una versión con cambio de insignia de la nueva Isuzu D-Max es la extensión de uso del nombre que dio origen a su alta reputación, ya que es sistemáticamente un modelo muy diferente tanto en concepción como en diseño y dimensiones a la idea de un vehículo ligero multiusos, que era su insignia de venta no sólo en el Japón, sino en el mundo entero, por lo que la misma Isuzu D-Max se conoce en el continente suramericano como la Chevrolet LUV D-Max. En un principio se llamó Chevrolet o Isuzu LUV D-Max, pero actualmente es conocida como Chevrolet D-Max. En Chile se fabricaría bajo la denominación Chevrolet LUV D-Max hasta el año 2008 (las últimas unidades producidas en el país unidades se vendieron hasta 2010 a la par del restyling llamada simplemente D-Max, la cual traía mayor equipamiento y tecnología). Luego es producida en Ecuador y se comercializaría en Bolivia, donde luego se dejaría de comercializar la LUV D-Max siendo reemplazada por la Chevrolet Colorado (de procedencia norteamericana), modelo que también se ofreció a la par en Chile, Colombia, Ecuador, Uruguay y Venezuela. En el resto del mundo es conocida como Isuzu D-Max. No se comercializó en Norteamérica, (Canadá, Estados Unidos y México) ya que se vendían las variantes Chevrolet Colorado, GMC Canyon e Isuzu i-Series (I-270 y I-320). Algunas Chevrolet LUV D-Max llegaron al Reino Unido con volante a la derecha por medio de importadores independientes. En 2011 se comercializa en Colombia una edición llamada LUV D-Max Minera, con adaptaciones para la industria minera y petrolera, pensada inicialmente para el contrato licitatorio de 500 camionetas de platón puesto por Ecopetrol, pero el cual fue finalmente ganado por la Mazda y su modelo BT-50, la LUV D-Max nunca se ha vendido directamente en México, y en su lugar se comercializa la Colorado. La serie de camionetas Chevrolet LUV y LUV D-Max se han vendido en Australia y Nueva Zelanda como Holden Rodeo, luego éstas serían reemplazadas por la Holden Colorado, hecha en la planta tailandesa de GM.

### Características
La camioneta vendida en el continente suramericano posee varios aditamentos de seguridad, que son tomados de la versión japonesa de serie; los cuales son un sistema de doble bolsa de aire (airbag), así como unos frenos ABS, los cuales tienen integrado un sistema de EBD, para solucionar un defecto de la Chevrolet Rodeo, base de su idea.

#### Motorizaciones
- 2.4 L4: (GM C24SE)
- 3.5 V6: (Isuzu 6VE1)
- 3.0 TDI: (Isuzu 4JH1-TC)
- 2.5 TDI: (Isuzu 4JA1-TC)

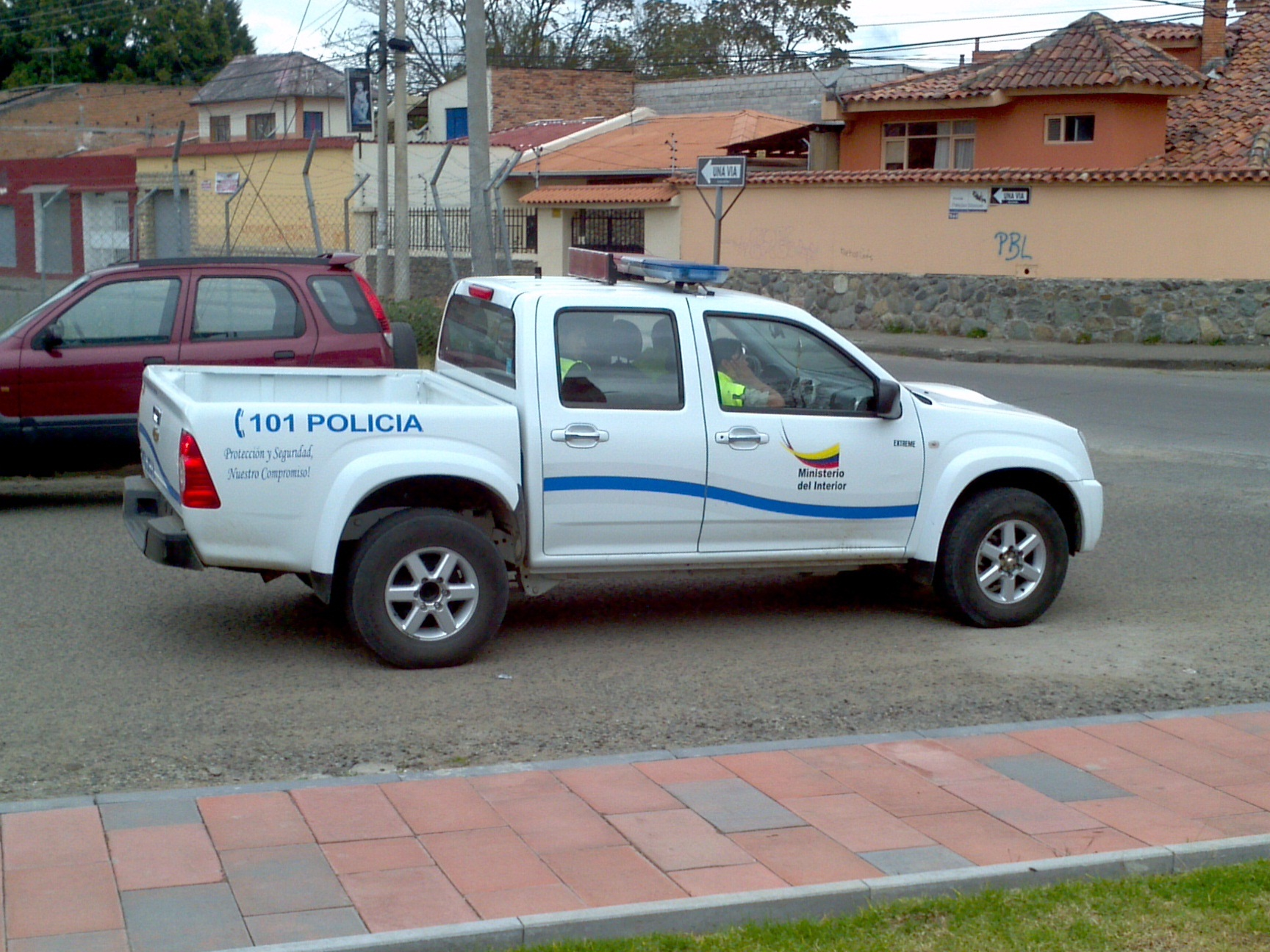
Chevrolet LUV D-Max de la Policía Nacional del Ecuador
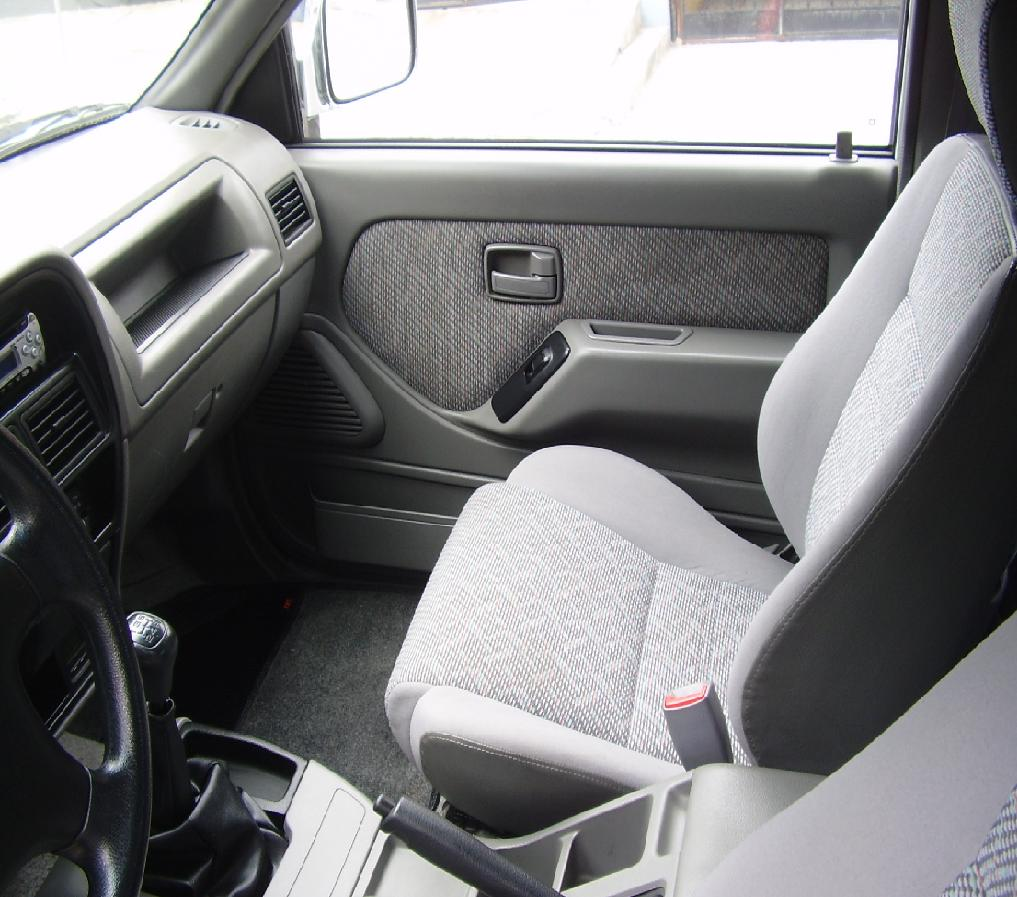
Interior de la Chevrolet LUV D-Max GLX